# 中央军委战略规划办公室网络信息统筹局
中央军委战略规划办公室网络信息统筹局，位于北京市，是中央军事委员会战略规划办公室下属局，负责网络信息统筹工作。

## 沿革
在深化国防和军队改革中，2016年1月组建中央军事委员会战略规划办公室。中央军委战略规划办公室新设中央军委战略规划办公室网络信息统筹局。首任局长为熊明峰。

## 历任局长
| 中央军委战略规划办公室网络信息统筹局局长 - 熊明峰（2016年—） | 中央军委战略规划办公室网络信息统筹局副局长 |